# Русский народный университет
Русский народный университет (РНУ) — образовательное учреждение, созданное в Праге русскими эмигрантами для оказания помощи русским студентам, обучавшимся в чехословацких вузах, в получении полноценного высшего образования.

## История
Открытию университета предшествовала большая подготовительная работа группой русских профессоров и общественных деятелей (среди них — П. И. Новгородцев, М. М. Новиков, А. А. Кизеветтер, А. С. Ломшаков); 11 октября 1923 года было утверждено положение о Русском народном университете, где определялись цели и задачи его деятельности, бюджет, органы управления и надзора; 16 октября 1923 года он был официально открыт. В 1923 году было зарегистрировано около 900 слушателей.
Первоначально его целью было оказание помощи русским студентам, обучавшимся в чехословацких вузах, в получении полноценного высшего образования. Кроме того, целью также было ознакомление граждан Чехии и Словакии с русской культурой, историей и искусством: на открытии университета отмечалось, что:

…Создание очагов русской образованности можно почитать одной из священнейших обязанностей зарубежной русской интеллигенции… В них на почве реальной работы можно наиболее успешно осуществить процесс духовного единения двух национальностей. В них чехи могут получить из первоисточника представление о современном состоянии русской культуры, российские же граждане — изучить на месте процесс блестящего развития возрожденного славянского государства — вот главнейшая основа деятельности Русского народного университета в Праге
Русский народный университет был открыт при пражском Земгоре (Объединение российских земских и городских деятелей в Чехословакии) по образцу Московского городского народного университета имени А. Л. Шанявского. В первый совет университета, утвержденный Земгором, вошли: профессор М. М. Новиков (председатель совета и правления), профессор Е. А. Ляцкий (зам. председателя), доцент М. А. Циммерман (секретарь совета и правления), П. Д. Климушкин (управляющий делами и заведующий отделением специальных курсов), профессор А. А. Кизеветтер (заведующий историко-философским отделением), профессор Ю. И. Поливка (заведующий отделением по изучению Чехословакии), профессор Н. С. Тимашев (заведующий отделением общественных наук), академик П. Б. Струве, профессор В. И. Исаев, профессор Зденек Бажант, профессор С. А. Острогорский, (заведующий культурно-просветительным отделом Земгора), В. Г. Архангельский, Ф. Е. Махин, М. Л. Слоним, А. В. Стоилов, Ф. С. Мансветов и В. Я. Гуревич (заведующий Русским заграничным историческим архивом). Исполнительным органом совета являлось правление университета.
Учебная деятельность распределялась между отделениями: общественных наук, историко-философским, естественных наук, прикладных знаний, по изучению Чехословакии, специальных курсов (иностранных языков, стенографии и т. д.), начальных школ. В конце 1924 года в целях упрощения структуры совет университета объединил отделение прикладных знаний с отделением естественных наук, а специальные курсы — с начальной школой.
Первоначально, при поддержке президента Чехословацкой республики Т. Г. Масарика, осуществляя «русскую акцию», чешское правительство выделило значительные субсидии на материальную поддержку профессоров и студентов университета. Для последующего финансирования деятельности было создано «Общество Русского народного университета».
Отношения между университетом и Земгором складывались непросто. Управляющий делами университета П. Д. Климушкин, назначенный Земгором, вмешивался в учебный процесс, «начальственно предлагая… таким научным авторитетам, как академик П. Б. Струве или профессор Н. О. Лосский, читать лекции более популярно и этим делать их доступными для широкой публики». В результате председатель совета и правления университета профессор Новиков обратился в МИД и Министерство народного просвещения Чехословакии с просьбой вывести университет из ведения Земгора. После долгих переговоров 18 ноября 1925 года МВД Чехословакии утвердило устав общества «Русский народный университет», тем самым заложив основы его самостоятельного существования. Реорганизация управления заключалась в разделении полномочий: учебная часть и текущая деятельность университета сосредоточивались у ректора, совета преподавателей и президиума совета, а финансово-административные вопросы отходили к общему собранию членов, кураторию и президиуму куратория. 8 декабря 1925 года состоялось учредительное собрание, на котором был избран его председатель, профессор З. Бажант (ректор Технического университета), и первый состав куратория, куда вошли 20 человек — помимо председателя профессор С. В. Завадский (зам. председателя), профессор М. М. Новиков (ректор РНУ), Ф. Матоушек (казначей), доцент М. А. Циммерман (секретарь); с чешской стороны в кураторий вошли известный ботаник и общественный деятель профессор Б. Немец, славист профессор Ю. И. Поливка, руководитель беженского департамента МИД доктор З. Завазал, дипломат П. Макса и другие, от россиян — профессор Е. В. Спекторский, профессор А. А. Кизеветтер, профессор Н. С. Тимашев и другие. Общество «Русский народный университет» являлось юридическим лицом и в его состав входило 300 человек.
Управление РНУ осуществлялось через Кураторию, Совет преподавателей и Общее собрание слушателей. Студентами университета могли быть лица не моложе 17 лет. Обучение было платное, однако некоторые слушатели могли быть освобождены от платы. Среди преподавателей университета были: А. А. Кизеветтер, А. В. Флоровский, Д. Н. Вергун, И. И. Лаппо, Б. А. Евреинов, П. А. Остроухов, С. Г. Пушкарёв, П. Б. Струве, П. Н. Савицкий, С. Н. Булгаков, Н. О. Лосский, И. И. Лапшин, Е. А. Ляцкий, А. Л. Бем, С. И. Карцевский, Н. Л. Окунев, В. И. Исаев, М. Л. Слоним и другие; 83 преподавателя из числа русских и чешских ученых вели обучение на пяти отделениях: общественных наук (зав. проф. Н. С. Тимашев), историко-филологическое (зав. проф. А. А. Кизеветтер), естественных и прикладных наук (зав. проф. Н. М. Могилянский), по изучению Чехословакии (зав. проф. Ю. И. Поливка), курсы русского и иностранных языков (зав. проф. Е. А. Ляцкий). Особым успехом пользовались языковые курсы, помогавшие эмигрантам приспосабливаться к новой жизни. На базе университета в 1926 году возникло «Философское общество», а в 1932 году — «Педагогическое общество» (пред. А. В. Живакулина). В 1928 году стали выходить «Научные труды» университета. Осенью 1933 года при университете было основано «Русское научно-исследовательское объединение», которое взяло на себя всю издательскую деятельность университета, продолжив издание его «Трудов» под новым названием — «Записки научно-исследовательского объединения при РСУ». В «Записках» печатались труды членов объединения, преимущественно на европейских языках, «доступных иностранным специалистам с учётом интересов славянского мира».
В 1934 году РНУ был переименован в Русский свободный университет (РСУ); при этом главной задачей была провозглашена научно-исследовательская деятельность. В период 1933—1935 годов по инициативе последнего секретаря Л. Н. Толстого — В. Ф. Булгакова был создан Русский заграничный культурно-исторический музей; в Збраславском замке близ Праги, к открытию 25 сентября 1935 года, были собраны богатые коллекции русского искусства, рассеянные по многим странам мира (картины, предметы старины, рукописи, книги). Был создан стипендиальный фонд им. Московского университета.
В РСУ действовали «семинары»: по изучению международной жизни и международного права, Россия и славянство (руководитель обоих — М. А. Циммерман), «Новое в экономической жизни» (проф. Д. Н. Иванцов), «Новое в политической жизни, по геополитике и философии права» (проф. А. Н. Фатеев), по истории экономического быта (проф. П. А. Остроухов), по изучению Ф. М. Достоевского, по русскому языку и литературе (оба — доктор А. Л. Бем), по общим вопросам естествознания, этнографии и евгеники (проф. М. М. Новиков), по изучению современной России (по каждой области был свой руководитель), по изучению психоанализа (доктор Н. Ф. Досужков). Кроме того, были организованы кружки по изучению мировой войны (генерал В. В. Чернавин), по изучению Подкарпатской Руси (проф. Д. Н. Вергун), по изучению современной русской литературы (доктор К. А. Чхеидзе), эстетический (проф. И. И. Лапшин).
Серьёзные изменения в политическом положении Чехословацкой республики отразились на деятельности РСУ; его деятельность была разрешена в Протекторате Чехии и Моравии, но подчинена Управлению делами русской эмиграции в Берлине (УДРЭ). Бессменный со дня основания университета ректор М. М. Новиков, получив обеспеченное место ординарного профессора в Братиславском университете, переехал в Словакию и 16 апреля 1939 года Совет преподавателей РСУ единогласно избрал ректором профессора ботаники, доктора естественных наук В. С. Ильина (1882—1957), настроенного резко антисоветски и лояльно по отношению к фашистскому режиму. До начала января 1940 года было прочитано 19 лекций, в период апрель—октябрь 1940 года — 18 лекций и 69 докладов; в начале года появился новый семинарий по русской литературе (под руководством проф. Е. А. Ляцкого), а в феврале новый кружок по изучению русской национальной идеи. С началом отечественной войны руководство университета обдумывало план внесения изменений в программу преподавания в РСУ в связи с тем, что как писал В. С. Ильин, «…возможно, что скоро откроется Россия… Все программы наших лекций действительно нужно продумать и придать многим из них российское направление». В 1941/1942 учебном году начал работу семинарий по организации государства и народного хозяйства (под руководством проф. Д. Н. Иванцова).
В целом, начало войны не нарушило привычный ритм работы университета, все подразделения которого продолжали свою обычную деятельность. В течение 1941 года в РСУ было прочитано 1371 лекций и докладов, которые посетили около 10 тыс. слушателей; лекции проходили в Праге, Брно и Плзене. Однако в годы войны научно-педагогическая и культурно-просветительная деятельность РСУ уже не могла претендовать на свободный и независимый характер, опираясь на принципы, провозглашённые при создании университета; она все более подчинялась требованиям политической ситуации. Ректор РСУ В. С. Ильин стремился представить университет как учреждение, работающее в русле фашистской политики и готовящее кадры для управления Россией после её «освобождения».
В годы второй мировой войны при РСУ действовал кружок в котором слушатели получали всестороннюю подготовку, почти на уровне военной академии; занятия осуществлялись в нескольких группах: юридической, пехотной, кавалерийской, артиллерийской, технической, санитарной, общей и на женских медицинских курсах. Кружок просуществовал до середины 1944 года и его лекции стали в основном касаться исторических и социологических тем. 15 марта 1940 года состоялось включение «Русского исторического общества» в состав РСУ; это было обусловлено не только финансовыми вопросами, но и тем, что немецкие власти оказывали поддержку университету. К концу 1940 года РСУ был отдан под наблюдение немецкого Карлова университета, в лице его проректора профессора Гервига Гампрля. В это время список членов РСУ насчитывал 59 человек (включая работников канцелярии, секретарей и т. д.), в том числе учёные: Н. Е. Андреев, А. Л. Бем, С. И. Варшавский, П. Д. Долгоруков, Д. Н. Иванцов, А. Ф. Изюмов, В. С. Ильин, В. И. Исаев, И. И. Крашенинников, И. И. Лапшин, Н. О. Лосский, Е. А. Ляцкий, Е. И. Мельников, П. Ф. Миловидов, Н. Ф. Новожилов, Б. Н. Одинцов, П. А. Остроухов, И. О. Панас, С. Г. Пушкарёв, Н. П. и П. Н. Савицкие, В. В. Саханев, А. Н. Фатеев, А. В. Флоровский, М. В. Шахматов, Н. Н. Ястребова-Рагозина, М. В. Васнецов, а также Б. Немец, З. Бажант и др.
В начале 1942 года по распоряжению Имперского протектора в Чехии и Моравии прежнее наименование РСУ было заменено на другое — Русская учёная академия в Праге (Wissenschaftliche Russische Akademie (нем.)). В это время в РСУ числились 21 профессор и 17 доцентов и лекторов по разным специальностям. Особое место стали занимать курсы русского языка, приносившие, к тому же, неплохой доход. Наряду с курсами для взрослых были открыты русские курсы для детей. После перелома в войне система русского образования оккупационным властям стала не нужна и 19 июня 1944 года они приостановили деятельность академии. Летом 1945 года академии было возвращено название РСУ. Некоторое время руководство в лице П. А. Остроухова пыталось вдохнуть новую жизнь в деятельность университета. Однако финансовые трудности, политика советских властей и нового правительства К. Готвальда, направленная на преследование эмигрантов, привели к тому, что к лету 1946 года РСУ практически завершил свою работу; 2 марта 1949 года МВД Чехословацкой республики удовлетворило просьбу П. А. Остроухова вычеркнуть РСУ из списка обществ.